# Kriminalisztika
A kriminalisztika, a nyomozás tudománya; elsősorban bűnügyi, de emellett szabálysértési, közigazgatási és fegyelmi ügyekben. A nyomozás feladata a múltban lezajlott cselekmények, események felderítése és bizonyítása. Természetesen a kriminalisztikai ismeretek a nyomozáson túl felhasználhatók a bűncselekmények megelőzése és megszakítása céljából is.
Beszélhetünk a kriminalisztikáról mint önálló és elkülönült bűnügyi tudományról; beszélhetünk a kriminalisztikáról, mint a büntető eljárásjog tartalmi oldaláról; és végül mint gyakorlati módszerek és ajánlások összességéről.
A kriminalisztika felosztása hagyományosan általános és különös részre történik.
Az általános rész tartalmazza a kriminál-metodológiát, a krimináltechnikát, a krimináltaktikát, a kriminál-statisztikát és stratégiát, illetve a titkosszolgálati módszerek általános kérdéseit. A különös rész tartalmazza a kriminálmetodikát és a titkosszolgálati erők eszközök és módszerek különös szabályait.
A kriminál-metodológia a kriminalisztika általános kérdéseivel foglalkozik; a kriminalisztika fogalmával, tudományágak közti elhelyezésével, felosztásával és belső rendszerével. Ide tartoznak továbbá a kriminalisztika legalapvetőbb elméletei: az ismeretelmélet, az azonosításelmélet, a bizonyításelmélet.

## A krimináltechnika
A krimináltechnika a tárgyi bizonyítékok tudományterülete; a műszaki- és természettudományok illetve a sajátos határtudományok eredményeinek a kriminalisztika fenti céljai érdekében történő felhasználására vonatkozó szabályok, módszerek és ajánlások összessége.  Jelentősége abban rejlik, hogy a modern bizonyítás a személyi bizonyítékok helyett a nehezebben korrumpálható tárgyi bizonyítékokra helyezi a súlyt.
Részei hagyományosan: – Fényképészet, videotechnika és helyszínrajzolás. (Analóg– illetve digitális technika, 3D helyszínrajz, történtek animációs rekonstruálása.)
– Biológiai anyagmaradványok; szőrök morfológiájától a haemogenetikáig.
– Szervetlen anyagmaradványok; üvegtörmelék, festékfolt, szövetszálak fizikai és vegyi vizsgálata.
– Kábítószerek analitikai vizsgálata (növényi és szintetikus kábítószerek)
– Egyéb biológiai részterületek: rovartan (entomológia), botanika (növényrészek összehasonlítása); mezőgazdaság (kábítószer–ültetvények)
– Továbbá a műszaki és igazságügyi orvostani – patológiai eredmények.
Az öt "klasszikus kriminalisztikai szakértői terület" azaz
– Daktiloszkópia
– Nyomtan
– Fegyvertan
– Írásszakértés (íráskép egyedre azonosít; grafológia mint pszichológiai módszer; szövegnyelvészet)
– Okmányszakértés (okmányok biztonsági megoldásai; hamis vagy változtatott okmányok kiszűrése).
Továbbá ide tartoznak a bűnmegelőzési célú biztonságtechnikai berendezések (kamerák, riasztók, beléptetők) és a kriminalisztikai csapdák.

## A krimináltaktika
A krimináltaktika a nyomozási eljárások módszertana; az eljárásjog által jogilag szabályozott eljárások tartalmi szabályozása ajánlásokkal.
– Kihallgatások, helyszíni kihallgatások, adatgyűjtő kérdezősködések.
– Helyszíni szemle.
– Házkutatás.
– Motozás, lefoglalás.
– Razzia, körözési tevékenységek.
– Nyilvántartások kiépítése és kezelése.

## A kriminálstatisztika és a kriminálstratégia
A kriminálstatisztika és kriminálstratégia a bűnügyi adatok elemzésével és értékelésével foglalkozik, ez részben határterület a kriminológiával. Ide tartozik a bűnözés térbeli és időbeli megoszlása, bűncselekmények sorozat-jellegének kimutatása vagy akár az elkövetői személyiségprofilok alkotása.

## Metodika
A kriminál metodika az egyes bűncselekményfajták felderítésének, nyomozásának speciális feladatait, szakmai fogásait tartalmazó tudományterület. A kriminál-metodika az egyes kriminalisztikai értelemben vett esemény-fajták nyílt nyomozásával foglalkozik. Azért hangsúlyozandó a kriminalisztikai értelemben vett fogalom, mert pl. büntetőjogilag nincs olyan, hogy gépkocsi-feltörés vagy betöréses lopás, kriminalisztikailag viszont van. Ide tartozik az alábbiak felderítése – kivizsgálása:
- Rendkívüli halál.
- Emberölés, testi sértés.
- Közlekedési vagy vadász-baleset.
- Alkalmi lopás, trükkös lopás, besurranásos lopás, betöréses lopás, rablás, kifosztás.

## Ajánlott irodalom
- Gönczöl Katalin – Korinek László – Lévai Miklós: Kriminolóiai ismeretek, bűnözés, bűnözéskontroll; második kiadás, Corvina, 1996